# قائمة إصدارات الطوابع في أوكرانيا لسنة 2017
هذه قائمة الطوابع البريدية التي أصدرها البريد الأوكراني للتداول في عام 2017.
في الفترة من 20 يناير إلى 22 ديسمبر 2017، أصدر 78 طابعًا بريديًا، شملت 70 الطوابع التذكارية، غطت الطوابع التذكارية ذكرى التواريخ المهمة والأحداث وذكرى الشخصيات الثقافية البارزة وغيرها، وكذلك 8 طوابع من الإصدار التاسع، بالإضافة إلى إعادة إصدار طوابع الإصدار الثامن للطوابع القياسية، والتي سبق أن أصدرت في السنوات الماضية من عام 2012 وحتى 2016.
وقد كانت الطوابع بالفئات التالية:
- 2.40 هريفنا
- 3.00 هريفنا
- 4.00 هريفنا
- 4.40 هريفنا
- 5.00 هريفنا
- 5.40 هريفنا
- 5.80 هريفنا
- 7.50 هريفنا
- 8.00 هريفنا
- 8.80 هريفنا
- 12.80 هريفنا

بالإضافة إلى طوابع من فئات بالحروف «Є» و«Ж» و«F», «G» و«H» و«L» و«M» و«N» و«P» و«T» و«V» و«X» وليس قيمة رقمية. هذه الطوابع التي كانت ضمن إصدارات طوابع بريدية أوكرانية حملت قيمًا على شكل حروف من الأبجدية الأوكرانية، كان هذا يشير إلى نظام مؤقت للقيمة بسبب التضخم المفرط الذي كانت تعاني منه البلاد منذ أوائل التسعينيات بعد انهيار الاتحاد السوفيتي. فعوضا عن الأرقام التي تحدد قيمة الطابع برقم معين (مثل 10 أو 50 كوبيك)، فقد استعملت حروف أوكرانية أو لاتينية، وهذا بسبب أن القيم متغيرة وأن هذه الحروف لم تكن تمثل قيمة ثابتة بالمعنى التقليدي. بدلاً من ذلك، كانت تمثل فئة سعرية أو تعرفة بريدية محددة في ذلك الوقت.
وهكذا فقد كان يصدر تعديل دوري نظرًا للتضخم السريع، وقد كانت قيمة هذه الفئات السعرية التي تمثلها الحروف تتغير دوريا (أسبوعيًا في بعض الأحيان) لمواكبة تقلبات سعر الصرف مقابل الدولار الأمريكي وتكاليف البريد المتزايدة. كذلك كان استخدام الحروف أسهل وأسرع من إعادة طباعة طوابع جديدة بأرقام مختلفة كل فترة قصيرة، وكان يعلن عن قيمة كل حرف بالعملة المحلية (الكاربوفانيتس الأوكراني ثم الهريفنيا الأوكرانية) دوريا. مثلا قد يمثل الطابع الذي يحمل الحرف "А" قيمة معينة للرسائل المحلية العادية، بينما يمثل الطابع الذي يحمل الحرف "Б" قيمة أعلى للرسائل المسجلة أو المرسلة إلى وجهات أبعد.
استخدم هذا النظام بين عامي 1994 و1996 حتى استقر الوضع الاقتصادي وأدخلت العملة الوطنية الجديدة [الإنجليزية]، (الهريفنيا الأوكرانية) (₴)، في عام 1996. بعد ذلك، بدأت الطوابع تحمل قيمًا رقمية ثابتة بالهريفنيا والكوبيك (الوحدة الأصغر للهريفنيا). وأعيد استخدام هذه النظام لاحقا في الإصدارات اللاحقة.
لذلك، فإن الحروف الأوكرانية على طوابع لم تكن مجرد رموز عشوائية، بل كانت نظامًا عمليًا مؤقتًا لتحديد قيمة الطوابع في ظل الظروف الاقتصادية الصعبة التي مرت بها أوكرانيا في تلك الفترة.
طُبعت كل الطوابع في مؤسسة "دار الطباعة الأوكراني" المملوكة للدولة.

## قائمة الطوابع التذكارية
| التسلسل في الكتالوج                                   | الصورة | الوصف والمصادر | القيمة                | تاريخ طرحها للتداول | كمية الإصدار | المصمم                                                         |
| ----------------------------------------------------- | ------ | --- | --------------------- | ------------------- | ------------ | -------------------------------------------------------------- |
| رقم 1550 رقم 1551                                     |        | سلسلة «العصور التاريخية في أوكرانيا». ورقة طوابع تذكارية رقم 145 «العصر الحجري القديم. العصور التاريخية في أوكرانيا» - «العصر الحجري القديم الأوسط» - «العصر الحجري القديم العلوي» | 7,50 هريفنا           | 20 يناير 2017 م     | 40٬000       | التوأمان سيرجي وأوليكسندر خاروك                                |
| رقم 1552                                              |        | سلسلة «كنوز المتاحف الأوكرانية»: أرخيب كويندزي. لوحة "بعد العاصفة". 1879 | 4,40 هريفنا           | 27 يناير 2017 م     | 140٬000      | فيكتور باريبا                                                  |
| رقم 1553                                              |        | سلسلة «نساء أوكرانيا الشهيرات»: تاتيانا يالونسكا [الإنجليزية]. لوحة "الكتان". 1977 | 5,40 هريفنا           | 24 فبراير 2017 م    | 160٬000      | سيرهي هوروبيتس                                                 |
| رقم 1554                                              |        | 00 عام على حرب الاستقلال الأوكرانية. (1917—1921) | 3,00 هريفنا           | 4 مارس 2017 م       | 140٬000      | سيرهي هوروبيتس                                                 |
| رقم П-20                                              |        | مشروع «الطابع الخاص»: طابع بريدي شخصي فالنتينا تريشكوفا | V                     | 6 مارس 2017 م       | 200٬000      |                                                                |
| رقم П-21                                              |        | مشروع «الطابع الخاص»: طابع بريدي شخصي جيرمان ستيبانوفيتش تيتوف | V                     | 28 أبريل 2017 م     | 199٬976      |                                                                |
| رقم 1555                                              |        | جامالا | 4,00 هريفنا           | 5 مايو 2017 م       | 200٬000      | أوكسانا شوكلينوفا                                              |
| رقم 1556                                              |        | 25 عامًا من إقامة العلاقات الدبلوماسية بين أوكرانيا والولايات المتحدة. 3 يناير 2017 | 4,40 هريفنا           | 8 مايو 2017 م       | 140٬000      | التوأمان سيرجي وأوليكسندر خاروك                                |
| رقم 1557                                              |        | إصدار مشترك بين أوكرانيا — سلوفينيا — النمسا — المجر — كرواتيا. ورقة طوابع تذكارية رقم 146 «الذكرى 300 لميلاد ماريا تيريزا» | Є                     | 13 مايو 2017 م      | 45٬000       | سفيتلانا ميليياشيفيتش (سلوفينيا)                               |
| رقم 1558 رقم 1559                                     |        | إصدار مشترك بين أوكرانيا وnbsp;— بلغاريا. ورقة طوابع تذكارية رقم 147 «البحر الأسود» - دلفين البحر الأسود ذو الجانبين الأبيضين [الأوكرانية] (Delphinus delphis ponticus) وهو نوع فرعي من الدلفين المألوف قصير المنقار (Delphinus delphis) - محار: «حفارة بيضاء [الإنجليزية]» (Barnea candida) | Є N                   | 22 مايو 2017 م      | 45٬000       | ناتاليا كوخال                                                  |
| رقم 1560 رقم 1561 رقم 1562 رقم 1563                   |        | ورقة طوابع تذكارية رقم 148 «فلم تعويذة التنين [الإنجليزية]» - تنين - الجد دانيلو - السنجاب كاميكازي - ميكيتا كوزومياكا | 2,40 3,00 5,40 هريفنا | 1 يونيو 2017 م      | 45٬000       | «شركة جائزة بنما الكبرى للرسوم المتحركة [الأوكرانية]» (ذ.م.م.) |
| رقم 1564                                              |        | أوروبا. القلاع - «قلعة ميدزهيبز [الإنجليزية] القرن الرابع عشر إلى القرن التاسع عشر» | 5,00 هريفنا           | 9 يونيو 2017 م      | 140٬000      | ميكولا سافوفيتش كوتشوبي سفيتلانا بوندار                        |
| رقم 1565                                              |        | أوروبا. القلاع - «قلعة أولسكو [الإنجليزية] القرن الثالث عشر إلى القرن الثامن عشر» | 5,80 هريفنا           | 9 يونيو 2017 م      | 140٬000      | ميكولا سافوفيتش كوتشوبي سفيتلانا بوندار                        |
| رقم 1566                                              |        | ورقة طوابع تذكارية رقم 149 أوروبا. القلاع. - «قلعة ميدزهيبز [الإنجليزية] القرن الرابع عشر إلى القرن التاسع عشر» | 12,80 هريفنا          | 9 يونيو 2017 م      | 13٬000       | ميكولا سافوفيتش كوتشوبي                                        |
| رقم 1567                                              |        | ورقة طوابع تذكارية رقم 150 أوروبا. القلاع - «قلعة أولسكو [الإنجليزية] القرن الثالث عشر إلى القرن الثامن عشر» | 12,80 هريفنا          | 9 يونيو 2017 م      | 13٬000       | ميكولا سافوفيتش كوتشوبي                                        |
| رقم 1576                                              |        | بمناسبة الذكرى الخامسة والثمانين لتأسيس مقاطعة دونيتسك. "طريق واحد". رومان مينين [الأوكرانية]. 2010» | 4,00 هريفنا           | 2 يوليو 2017 م      | 140٬000      | رومان مينين [الأوكرانية] ناتاليا أندريتشينكو                   |
| رقم 1577                                              |        | سلسلة «الحائزون على جائزة نوبل»: رولد هوفمان | 5,00 هريفنا           | 18 يوليو 2017 م     | 140٬000      | تاران فولوديمير فاسيليفيتش                                     |
| رقم 1578                                              |        | إيفان إيفازوفسكي (1817—1900). لوحة يالطا، 1864 (متحف نيكانور أوناتسكي الإقليمي للفنون في سومي) | 3,00 هريفنا           | 29 يوليو 2017 م     | 140٬000      | فاسيل فاسيلنكو                                                 |
| رقم 1579                                              |        | ورقة طوابع تذكارية رقم 151 «إيفان إيفازوفسكي (1817—1900)» - «إيفان إيفازوفسكي (1817—1900). المساء في القرم. يالطا، 1848 (معرض آيفازوفسكي الوطني للفنون [الإنجليزية])» | 8,80 هريفنا           | 29 يوليو 2017 م     | 36٬000       | فاسيل فاسيلنكو                                                 |
| رقم 1580                                              |        | سلسلة «المعدات العسكرية الوطنية»: ناقلة جنود مدرعة «بي تي آر-4» | 3,00 هريفنا           | 11 أغسطس 2017 م     | 140٬000      | التوأمان سيرجي وأوليكسندر خاروك                                |
| رقم 1581                                              |        | سلسلة «المعدات العسكرية الوطنية»: «طائرة أنتونوف أن-178» | 5,40 هريفنا           | 11 أغسطس 2017 م     | 140٬000      | التوأمان سيرجي وأوليكسندر خاروك                                |
| رقم 1582                                              |        | سلسلة «النباتات الطبية والعسلية»: - زيزفون قلبي الورق (Lilia cordata) | 4,00 هريفنا           | 18 أغسطس 2017 م     | 130٬000      | ناتاليا كوخال                                                  |
| رقم 1583                                              |        | سلسلة «النباتات الطبية والعسلية»: - عروق الصباغين (Chelidonium majus) | 4,00 هريفنا           | 18 أغسطس 2017 م     | 130٬000      | ناتاليا كوخال                                                  |
| رقم 1584                                              |        | سلسلة «النباتات الطبية والعسلية»: - شاغة مخزنية (Symphytum officinale) | 5,00 هريفنا           | 18 أغسطس 2017 م     | 130٬000      | ناتاليا كوخال                                                  |
| رقم 1585                                              |        | سلسلة «النباتات الطبية والعسلية»: - هندباء برية (Cichorium intybus) | 5,80 هريفنا           | 18 أغسطس 2017 م     | 130٬000      | ناتاليا كوخال                                                  |
| رقم 1586                                              |        | أسبوع الأزياء الأوكرانية | 8,00 هريفنا           | 3 سبتمبر 2017 م     | 130٬000      | زينايدا كوبار [الإنجليزية]                                     |
| رقم 1587 رقم 1588 رقم 1589 رقم 1590                   |        | ورقة طوابع تذكارية «جمال وعظمة أوكرانيا. مقاطعة بولتافا»: - معرض سوروتشينتسي [الإنجليزية] - متحف بولتافا الإثنوغرافي [الفرنسية] - منتجع ميرهورود [الأوكرانية] - تمثال خزفي "ماعز". أوبيشنيا [الإنجليزية]. | 4,00 هريفنا           | 22 سبتمبر 2017 م    | 30٬000       | كالميكوف أوليكساندر فيدوروفيتش                                 |
| رقم 1591                                              |        | سلسلة «جمال وعظمة أوكرانيا. مقاطعة بولتافا»: - قطار إي ك. ر. 1 (تاربان) [الألمانية] | 4,00 هريفنا           | 22 سبتمبر 2017 م    | 130٬000      | كالميكوف أوليكساندر فيدوروفيتش                                 |
| رقم 1592 رقم 1593 رقم 1594 رقم 1595                   |        | ورقة طوابع تذكارية «جمال وعظمة أوكرانيا. مقاطعة خملنيتسكي»: - كنيسة الشفاعة المقدسة [الإنجليزية] في قرية سوتكيفتسي [الأوكرانية] - كهف اتلانتيدا - قرية سوبيتش [الأوكرانية] - قلعة كامينيتس-بوديلسكي | 4,00 هريفنا           | 23 سبتمبر 2017 م    | 45٬000       | كالميكوف أوليكساندر فيدوروفيتش                                 |
| رقم 1596                                              |        | مدينة «خملنيتسكي» | 4,00 هريفنا           | 23 سبتمبر 2017 م    | 140٬000      | كالميكوف أوليكساندر فيدوروفيتش                                 |
| رقم 1597                                              |        | «يتعلم» | 3,00 هريفنا           | 29 سبتمبر 2017 م    | 130٬000      | أولينا زافيتايلو                                               |
| رقم 1598                                              |        | سلسلة «الأقليات القومية في أوكرانيا. غجر»: - «حداد» | 4,00 هريفنا           | 30 سبتمبر 2017 م    | 130٬000      | ميكولا سافوفيتش كوتشوبي                                        |
| رقم 1599                                              |        | سلسلة «الأقليات القومية في أوكرانيا. غجر»: - «رقص» | 4,00 هريفنا           | 30 سبتمبر 2017 م    | 130٬000      | ميكولا سافوفيتش كوتشوبي                                        |
| رقم 1600                                              |        | سلسلة «الأقليات القومية في أوكرانيا. غجر»: - «عراف» | 5,00 هريفنا           | 30 سبتمبر 2017 م    | 130٬000      | ميكولا سافوفيتش كوتشوبي                                        |
| رقم 1601                                              |        | سلسلة «الأقليات القومية في أوكرانيا. غجر»: - «قبطقة غجرية» | 5,00 هريفنا           | 30 سبتمبر 2017 م    | 130٬000      | ميكولا سافوفيتش كوتشوبي                                        |
| رقم 1602                                              |        | «أرتيمي فيديل. 1767—1808» | 4,00 هريفنا           | 5 أكتوبر 2017 م     | 130٬000      | تاران فولوديمير فاسيليفيتش                                     |
| رقم 1603                                              |        | ورقة طوابع صغيرة «فلم المعقل (أو الحصن) [الإنجليزية]» | 4,00 هريفنا           | 10 أكتوبر 2017 م    | 16 250       |                                                                |
| رقم 1603                                              |        | «فلم المعقل (أو الحصن) [الإنجليزية]» | 4,00 هريفنا           | 10 أكتوبر 2017 م    | 130٬000      |                                                                |
| رقم 1604 رقم 1605 رقم 1606 رقم 1607 رقم 1608 رقم 1609 |        | ورقة طوابع تذكارية «مجوهرات القوزاق. أختام عصر القوزاق»: - ختم جيش الأراضي المنخفضة الزابوروجية [الأوكرانية]. 1763 - ختم هيتمان بوهدان خميلينتسكي. "منتصف القرن السابع عشر" - ختم كوداك بالانكا [الأوكرانية]. "منتصف القرن الثامن عشر" - "ختم العقيد البريلوكي بترو دوروشينكو [الإنجليزية]. 1656-1659" - "خاتم رئيس عمال زاباروجيا. "القرنان السابع عشر والثامن عشر" - ختم كاتب فوج بريلوكي، سيمين راكوفيتش. 1672-1691 | 5,00 هريفنا           | 14 أكتوبر 2017 م    | 35٬000       | التوأمان سيرجي وأوليكسندر خاروك                                |
| رقم 1610                                              |        | سلسلة «تاريخ وسائل إطفاء الحرائق في أوكرانيا»: سيارة إطفاء كراز-6322 [الإنجليزية] | 4,00 هريفنا           | 17 أكتوبر 2017 م    | 140٬000      | فاليري رودينكو                                                 |
| رقم 1611                                              |        | سلسلة «تاريخ وسائل إطفاء الحرائق في أوكرانيا»: دبابة إطفاء [الأوكرانية] جي بي إم-54 [الفرنسية] | 4,00 هريفنا           | 17 أكتوبر 2017 م    | 140٬000      | فاليري رودينكو                                                 |
| رقم 1612                                              |        | سلسلة «تاريخ وسائل إطفاء الحرائق في أوكرانيا: طائرة [الروسية] الإطفاء الجوي أنتونوف أن-32بي | 5,00 هريفنا           | 17 أكتوبر 2017 م    | 140٬000      | فاليري رودينكو                                                 |
| رقم 1613                                              |        | سلسلة «تاريخ وسائل إطفاء الحرائق في أوكرانيا: قارب إطفاء [الإنجليزية] ПК-10/130 (UMS 1000) | 5,00 هريفنا           | 17 أكتوبر 2017 م    | 140٬000      | فاليري رودينكو                                                 |
| رقم 1614                                              |        | «ذكرى 100 سنة على إعلان جمهورية أوكرانيا الشعبية (1917—2017)» | 4,00 هريفنا           | 7 نوفمبر 2017 م     | 140٬000      | سيرهي هوروبيتس                                                 |
| رقم 1615                                              |        | سلسلة «كنوز المتاحف الأوكرانية»: «ألكسندر بوغومازوف [الإنجليزية]. لوحة "ضبط أسنان المناشير". 1927». | 4,00 هريفنا           | 10 نوفمبر 2017 م    | 130٬000      | أوكسانا شوكلينوفا                                              |
| رقم 1616                                              |        | «عيد ميلاد مجيد!» | 4,00 هريفنا           | 30 نوفمبر 2017 م    | 170٬000      | أولينا زافيتايلو سفيتلانا بوندار                               |
| رقم 1617 رقم 1618 رقم 1619 رقم 1620                   |        | ورقة طوابع تذكارية «جمال وعظمة أوكرانيا. مقاطعة زيتومير»: - "دمية منسوجة" - "كنيسة القديسة بربارة [الإنجليزية]." القرنين الثامن عشر والتاسع عشر، مدينة بيردوشيف" - "مدينة جيتومير. "صخرة رأس تشاتسكي [الأوكرانية]" - قلعة رادوميسل [الإنجليزية]. القرنان السابع عشر والتاسع عشر، مدينة رادوميسل [الإنجليزية]. | 4,00 هريفنا           | 19 ديسمبر 2017 م    | 30٬000       | كالميكوف أوليكساندر فيدوروفيتش                                 |
| رقم 1621                                              |        | سلسلة «جمال وعظمة أوكرانيا»: بيريل «القديسين بطرس وبولس (6,009 كغم, 25х11х10 سم)». | 4,00 هريفنا           | 19 ديسمبر 2017 م    | 130٬000      | كالميكوف أوليكساندر فيدوروفيتش                                 |
| رقم 1622                                              |        | سلسلة «الرسوم الكاريكاتورية الأوكرانية» على ورق لاصق ذاتيًا: "مسلسل الرسوم المتحركة "بلدي أوكرانيا". "سهوب لوغانسك" (مطبوع بواسطة تيت بيشيم). | 4,00 هريفنا           | 22 ديسمبر 2017 م    | 90٬000       | ناتاليا أندريتشينكو                                            |
| رقم 1623                                              |        | سلسلة «الرسوم الكاريكاتورية الأوكرانية» على ورق لاصق ذاتيًا: "مسلسل الرسوم المتحركة "بلدي أوكرانيا". نعم أوديسا. | 4,00 هريفنا           | 22 ديسمبر 2017 م    | 90٬000       | ناتاليا أندريتشينكو                                            |
| رقم 1624                                              |        | سلسلة «الرسوم الكاريكاتورية الأوكرانية» على ورق لاصق ذاتيًا: "مسلسل الرسوم المتحركة "بلدي أوكرانيا" أومان. | 4,00 هريفنا           | 22 ديسمبر 2017 م    | 90٬000       | ناتاليا أندريتشينكو                                            |
| رقم 1625                                              |        | سلسلة «الرسوم الكاريكاتورية الأوكرانية» على ورق لاصق ذاتيًا: "مسلسل الرسوم المتحركة "بلدي أوكرانيا" شيشوري [الإنجليزية]. | 4,00 هريفنا           | 22 ديسمبر 2017 م    | 90٬000       | ناتاليا أندريتشينكو                                            |

## قائمة الطوابع القياسية (الدائمة)

### الإصدار الثامن
أعيد طباعة مجموعة من طوابع الإصدار الثامن للطوابع البريدية القياسية التي أصدرت بين عامي 2012-2016.

### الإصدار التاسع
كما أصدرت الطوابع التالية من الإصدار التاسع للطوابع القياسية
| التسلسل في الكتالوج | الصورة | الوصف والمصادر                                                                         | القيمة | تاريخ طرحها للتداول | كمية الإصدار | المصمم              |
| ------------------- | ------ | -------------------------------------------------------------------------------------- | ------ | ------------------- | ------------ | ------------------- |
| رقم 1568            |        | «شعارات مدن وبلدات وقرى في أوكرانيا»: مدينة يالطا، القرم                               | V      | 10 يونيو 2017 م     | كمية كبيرة   | ناتاليا أندريتشينكو |
| رقم 1569            |        | «شعارات مدن وبلدات وقرى في أوكرانيا»: مدينة تشوب [الإنجليزية]، مقاطعة زاكارباتيا       | T      | 13 يونيو 2017 م     | كمية كبيرة   | ناتاليا أندريتشينكو |
| رقم 1570            |        | «شعارات مدن وبلدات وقرى في أوكرانيا»: قرية مارينين [الإنجليزية]، مقاطعة ريفنا          | H      | 13 يونيو 2017 م     | كمية كبيرة   | ناتاليا أندريتشينكو |
| رقم 1571            |        | «شعارات مدن وبلدات وقرى في أوكرانيا»: البلدة الحضرية كليسيف [الإنجليزية]، مقاطعة ريفنا | M      | 20 يونيو 2017 م     | كمية كبيرة   | ناتاليا أندريتشينكو |
| رقم 1572            |        | «شعارات مدن وبلدات وقرى في أوكرانيا»: مدينة يناكييف، مقاطعة دونيتسك                    | L      | 20 يونيو 2017 م     | كمية كبيرة   | ناتاليا أندريتشينكو |
| رقم 1573            |        | «شعارات مدن وبلدات وقرى في أوكرانيا»: مدينة نيجين، مقاطعة تشرنيهيف                     | F      | 20 يونيو 2017 م     | كمية كبيرة   | ناتاليا أندريتشينكو |
| رقم 1574            |        | «شعارات مدن وبلدات وقرى في أوكرانيا»: البلدة الحضرية شاتسك [الإنجليزية]، مقاطعة فولين  | X      | 20 يونيو 2017 م     | كمية كبيرة   | ناتاليا أندريتشينكو |
| رقم 1575            |        | «شعارات مدن وبلدات وقرى في أوكرانيا»: قرية باروتينه [الإنجليزية]، مقاطعة ميكولايف      | P      | 28 سبتمبر 2017 م    | كمية كبيرة   | ناتاليا أندريتشينكو |

## التعليقات
1. 1 2 3  تتوافق فئة الحرف "V" مع التعرفة الخاصة بإرسال رسالة عادية غير ذات أولوية يصل وزنها إلى 20 غرامًا داخل أوكرانيا.[4] (بحسب تاريخ فبراير 2018 تعادل 5.00 هريفنيا أوكرانية.[23])
2. ↑  طرحت للتداول في 6 مارس 2017، ونقلت إلى فئة المنتجات البريدية.
3. ↑  طرحت للتداول في 28 أبريل 2017، ونقلت إلى فئة المنتجات البريدية.
4. 1 2  يتوافق الحرف "Е" مع التعرفة الخاصة بإرسال المواد البريدية التي يصل وزنها إلى 20 غرامًا إلى الدول الأجنبية عن طريق النقل الجوي. ( 0.70 $[23]).
5. ↑  يتوافق الحرف "N" مع التعرفة الخاصة بإرسال مادة بريدية يصل وزنها إلى 20 غرامًا إلى الدول الأجنبية عن طريق النقل البري. (0,60 $ [23]).
6. 1 2  З من بين هذه الطوابع، 12٬000 في الكتيب رقم 16 و1٬000 مخصصة للنشر بحسب دليل "طوابع البريد في أوكرانيا 2017"
7. ↑  صورة فوتوغرافية بواسطة لينا ريشتنيك.[45]
8. ↑  ورقة طوابع صغيرة حجم 119×156 ملم، عدد الطوابع في كل ورقة 8+1 قسيمة، حجم الطوابع 29.58×33.06 ملم.[55]
9. ↑  بلغ عدد الطوابع الموزعة 170٬000 نسخة (منها 32٬800 نسخة مخرمة لتوفيرها لحاملي التذاكر الموسمية وتشجيع الناشطين في تداول الطوابع).).[65]
10. ↑  الحرف "T" يتوافق مع ما يعادل 0.40 هريفنا أوكرانية.
11. ↑  الحرف "H" يتوافق مع ما يعادل 0.50 هريفنا أوكرانية.
12. ↑  تتوافق فئة الحرف "M" مع التعرفة الخاصة بإرسال رسالة عادية غير ذات أولوية يتراوح وزنها بين 20 إلى 50 غرامًا داخل أوكرانيا.[4] (بحسب فبراير 2018 م تعادل 7,50 هريفنا أوكرانيا.[23])
13. ↑  تتوافق فئة الحرف "L" مع التعرفة الخاصة بإرسال رسالة عادية ذات أولوية يصل وزنها إلى 20 غرامًا داخل أوكرانيا. (بحسب فبراير 2018 م تعادل 6,50 هريفنا أوكرانية.[23])
14. ↑  تتوافق فئة الحرف "F" مع التعرفة الخاصة بإرسال رسالة معاد توجيهها يصل وزنها إلى 20 غرامًا داخل أوكرانيا من الكيانات القانونية[4] (بحسب فبراير 2018 م تعادل 9,00 هريفنا أوكرانية.[23])
15. ↑  الحرف "X" يتوافق مع ما يعادل 10.00 هريفنا أوكرانية.
16. ↑  الحرف "P" يتوافق مع المبلغ النقدي البالغ 2.00 دولار أمريكي.

## روابط خارجية
- Поштовий міні-маркет نسخة محفوظة 16 серпня 2018 على موقع واي باك مشين. // Сайт Укрпошти
- Восьмий випуск стандартних поштових марок України 2012—2016 نسخة محفوظة 30 вересня 2017 at Archive.is // Філателістичний бюлетень, 3/15/2017, Сайт Укрпошти